# Emil Jönsson
Karl Emil Jönsson Haag (Årsunda, 15 de agosto de 1985) es un deportista sueco que compitió en esquí de fondo.
Participó en dos Juegos Olímpicos de Invierno, obteniendo dos medallas de bronce en Sochi 2014, en las pruebas de velocidad individual y por equipo (junto con Teodor Peterson), y el séptimo lugar en Vancouver 2010, en velocidad individual.
Ganó dos medallas en el Campeonato Mundial de Esquí Nórdico, plata en 2013 y bronce en 2011.

## Palmarés internacional
| Juegos Olímpicos   | Juegos Olímpicos       | Juegos Olímpicos  | Juegos Olímpicos     |
| Año                | Lugar                  | Medalla           | Prueba               |
| ------------------ | ---------------------- | ----------------- | -------------------- |
| 2014               | Sochi (Rusia)          | Medalla de bronce | Velocidad individual |
| 2014               | Sochi (Rusia)          | Medalla de bronce | Velocidad por equipo |
| Campeonato Mundial |                        |                   |                      |
| Año                | Lugar                  | Medalla           | Prueba               |
| 2011               | Oslo (Noruega)         | Medalla de bronce | Velocidad individual |
| 2013               | Val di Fiemme (Italia) | Medalla de plata  | Velocidad por equipo |